# Maria Domenica Mantovani
Domenica Mantovani, in religione Maria dell'Immacolata, nota come Maria Domenica Mantovani (Castelletto di Brenzone, 12 novembre 1862 – Castelletto di Brenzone, 2 febbraio 1934), è stata una religiosa italiana. Fu la prima superiora dell'Istituto delle Piccole Suore della Sacra Famiglia, fondato insieme al beato Giuseppe Nascimbeni. Beatificata nel 2003, è stata proclamata santa da papa Francesco nel 2022.

## Biografia

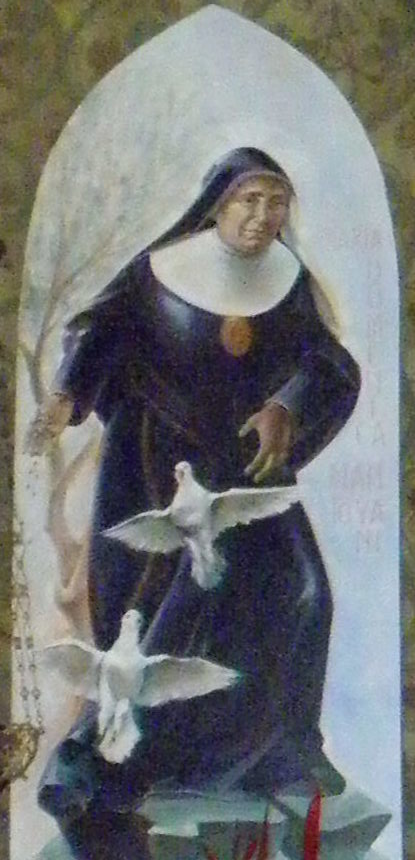
La santa raffigurata presso un altare a Castelletto di Brenzone

Maria Domenica Mantovani nacque a Castelletto di Brenzone il 12 novembre 1862, primogenita di Giovanni Battista Mantovani e Prudenza Zamperini. 
Il giorno dopo la sua nascita ricevette il battesimo. 
Sin da bambina ricevette una buona educazione cristiana dai suoi genitori, dimostrandosi molto incline alla preghiera e maturando una profonda sensibilità religiosa.
Frequentò con singolare profitto la scuola primaria, ma non poté proseguire gli studi a causa delle scarse condizioni economiche della famiglia. 
Nel periodo della sua adolescenza, il suo parroco, Giuseppe Nascimbeni, la incoraggiò a visitare gli ammalati e ad insegnare il catechismo in parrocchia.
L'8 dicembre 1886 fece un voto di castità in forma privata e chiese alla Madonna di vivere a pieno la propria vocazione.
Nel 1892 fondò l'Istituto delle Piccole suore della Sacra Famiglia insieme a padre Nascimbeni, divenendone la prima superiora e guidando per quarant'anni la congregazione.
Suor Maria Domenica e quattro sue compagne fecero la loro professione solenne il 4 novembre 1892. 
L'Istituto ricevette l'approvazione papale da Pio XI il 3 giugno 1932.
Madre Mantovani morì nel 1934 a seguito di alcune complicazioni di una forma influenzale.
Nel 1987 i suoi resti mortali furono trasferiti vicino a quelli del suo amico e confessore Giuseppe Nascimbeni.

## Processo di beatificazione e canonizzazione

### Beatificazione e relativo miracolo
Ai fini della beatificazione la Chiesa cattolica ritiene necessario un miracolo: nel caso di Maria Domenica Mantovani ha ritenuto miracolosa la guarigione di Lara Pascal, una bambina nata il 5 marzo 1999 nell'ospedale di Bahía Blanca, in Argentina, caduta dal letto il giorno dopo ed entrata in coma a causa del severo trauma cranico riportato. Il 6 marzo 1999 una religiosa delle Piccole Suore della Sacra Famiglia, infermiera dell'ospedale, ricorse all'intercessione della cofondatrice, toccando con una sua reliquia il capo della bambina, che all'istante si svegliò, guarendo poi in brevissimo tempo. L'inchiesta diocesana, avvenuta nel 2000/2001, fu convalidata dalla Congregazione delle cause dei santi il 22 giugno 2001. Dopo i necessari esami medici e teologici, il 5 luglio 2002 fu promulgato il decreto di riconoscimento del miracolo. La beatificazione fu celebrata da papa Giovanni Paolo II in piazza San Pietro il 27 aprile 2003.

### Canonizzazione e relativo miracolo
Ai fini della canonizzazione la Chiesa cattolica ha considerato miracolosa la guarigione di una bambina di dodici anni, Maria Candela Calabrese Salgado, nata con mielomeningocele e paraplegica, e per questo costretta su una sedia a rotelle, che il 28 maggio 2011 fu ricoverata d'urgenza all'ospedale "Privado del Sur" di Bahía Blanca (dove si era verificato il miracolo per la beatificazione della Mantovani), colpita da sindrome di Raynaud grave agli arti inferiori. I medici pensavano di dover ricorrere all'amputazione e, per questo, il 31 maggio la sottoposero ad arteriografia, che provocò però "stato di male epilettico, coma, arresti cardiorespiratori, insufficienza respiratoria acuta, infezione polmonare e urinaria da Pseudomonas".
La dottoressa curante, che era stata testimone del precedente miracolo della Mantovani, verificatosi nello stesso ambiente ospedaliero, prese l'iniziativa di una preghiera collettiva per invocare l'intercessione della beata Maria Domenica, donando ai genitori della malata una sua reliquia, che fu applicata all'inferma il 10 giugno 2011. Il giorno successivo iniziò il miglioramento, il 12 giugno la paziente fu estubata e poté tornare in breve tempo a casa, anche se rimase la disabilità presente dalla nascita.
L'inchiesta diocesana durò dal 14 dicembre 2015 al 10 giugno 2016 e fu riconosciuta valida dalla Congregazione delle cause dei santi il 26 maggio 2017. La Consulta Medica dichiarò il 6 febbraio 2020 la guarigione completa, duratura e non spiegabile scientificamente. I Consultori Teologi, il 17 marzo 2020, giudicarono la guarigione miracolosa e dovuta all'intercessione della beata Maria Domenica Mantovani, parere confermato dalla Congregazione delle cause dei santi, autorizzata da papa Francesco a promulgare il decreto sul miracolo. Lo stesso pontefice presiedette la canonizzazione il 15 maggio 2022 in piazza San Pietro.